# Кинзингер, Этьен
Этьен Кинзингер (нем. Etienne Kinsinger; род. 8 сентября 1996, Пютлинген, Саар) — немецкий борец греко-римского стиля, участник Олимпийских игр 2020 года в Токио.

## Карьера
В августе 2013 года в сербском городе Зренянине чемпионате мира среди кадетов занял первое место, одолев в финале украинца Павла Мольнара. В июне 2014 года в польском Катовице на юниорском чемпионате Европы стал бронзовым призёром. В июне 2016 года в Бухаресте на чемпионате мира среди юниоров завоевал бронзовую медаль. В августе 2016 года на чемпионате мира среди юниоров во французском Маконе стал серебряным призёром, уступив в финале киргизу Кали Сулайманову. В марте 2021 года на европейском отборочном турнире в Будапеште добыл олимпийскую лицензию на игры в Токио. В августе 2021 года на Олимпиаде в схватке на стадии 1/8 финала уступил представителю Китая Валихану Серикулы и занял итоговое 11 место.

## Достижения
- Чемпионат мира среди кадетов 2013 — ;
- Чемпионат Европы среди юниоров 2014 — ;
- Чемпионат Европы U23 2016 — ;
- Чемпионат Европы среди юниоров 2016 — ;
- Чемпионат мира среди юниоров 2016 — ;
- Олимпийские игры 2020 — 11;